# Exocentrus artocarpi
Exocentrus artocarpi är en skalbaggsart som beskrevs av Fisher 1934. Exocentrus artocarpi ingår i släktet Exocentrus och familjen långhorningar. Inga underarter finns listade i Catalogue of Life.